# Słonie mają dobrą pamięć
Słonie mają dobrą pamięć (ang. Elephants Can Remember) – powieść Agathy Christie wydana w 1972 roku. 

## Fabuła
Słynna pisarka kryminałów Ariadna Oliver podczas spotkania literatów zostaje zagadnięta przez nieznajomą kobietę. Rozmówczyni nie zamierza jednak mówić o książkach ani prosić o autograf. Pani Burton-Cox zadaje Ariadnie dziwne pytanie na temat jej córki chrzestnej, Celii Ravenscroft. Chce wiedzieć, czy to ojciec Celii zabił jej matkę, czy też było odwrotnie.
Pani Oliver jest zszokowana nietaktem nowej znajomej. Nie może też udzielić jej informacji, ponieważ kontakt z rodziną Ravenscroftów urwał się już bardzo dawno i niewiele wie o tej smutnej tragedii. Powodowana ciekawością, decyduje się jednak odnowić kontakt z Celią i porozmawiać z nią. Dowiaduje się, że sprawa Ravenscroftów jest bardzo tajemnicza i nigdy nie została rozwiązana. Starsze, kochające się małżeństwo pewnego dnia, pod nieobecność dzieci wyszło na spacer i nigdy już nie wróciło. Zostali znalezieni zastrzeleni na szczycie nadmorskiej skały. Sąd orzekł wspólne samobójstwo, lecz nie doszukano się jego przyczyn. Możliwe zatem, że któraś z ofiar zabiła najpierw współmałżonka, a potem siebie, lub też oboje zostali zamordowani przez kogoś obcego. 
Jak się okazuje, Celia nigdy nie przestała myśleć o sprawie swoich rodziców i ciągle żyje z jej piętnem. Na dodatek planuje wyjść za mąż za Desmonda, syna pani Burton Cox i to dlatego owa kobieta tak bardzo chciała uzyskać informacje o tragedii Ravenscroftów. Boi się, że jeśli w rodzinie Celli był morderca, dziewczyna, przez wzgląd na dziedziczność, również nie będzie bezpieczną żoną dla jej syna.
Ariadna postanawia pomóc swojej córce chrzestnej i wyjaśnić zagadkę śmierci Margaret i Alistaira Ravenscroftów. W tym celu prosi o pomoc swojego przyjaciela, światowej sławy detektywa, Herkulesa Poirota. Ten radzi jej, żeby spróbowała uzyskać jak najwięcej informacji o tragedii od starych znajomych Ravenscroftów. Oboje żartobliwie nazywają ich słoniami, w myśl twierdzenia „słonie mają dobrą pamięć”. Tymczasem Herkules Poirot kontaktuje się z policjantami, prowadzącymi przed laty sprawę Ravenscroftów.
Początkowe rezultaty rozmów ze „słoniami” nie są zadowalające. Państwo Ravenscroftowie byli statecznym, kochającym się małżeństwem bez większych problemów. Pojawiają się co prawda plotki o romansach obojga małżonków oraz o domniemanej chorobie nowotworowej pani Ravenscroft, lecz żadna z tych pogłosek nie ma oparcia w faktach.
W końcu Poirot odkrywa, że bliźniacza siostra Margaret Ravenscroft, Dorothea, cierpiała na chorobę psychiczną i swego czasu leczyła się u specjalistów. Okazuje się, że przed ślubem z Margaret, Alistair był zaręczony właśnie z Dortheą i zazdrosna siostra mogła pragnąć śmierci państwa Ravenscroft. Teorię tę obala jednak fakt, że Dorothea zginęła trzy tygodnie przed śmiercią Ravenscroftów, kiedy lunatykując wyszła nocą z domu i spadła ze skały. Herkules Poirot wpada jednak na właściwe rozwiązanie sprawy. Ostatecznych informacji dostarcza Zélie Meauhourat, ówczesna służąca Ravenscroftów.

## Rozwiązanie
To nie Dorothea, lecz Margaret zginęła na trzy tygodnie przed tragedią. Kobieta została umyślnie zepchnięta ze skały przez nienawidzącą ją siostrę. Kiedy Dorothea wraca do domu z zakrwawionymi rękami, Alistair i Zélie domyślają się, że musiało się stać nieszczęście i ruszają na pomoc Margaret. Kiedy ją znajdują, kobieta żyje jeszcze, lecz nie ma już nadziei na jej odratowanie. Umierając, Margaret Ravenscroft błaga męża o to, by nie dopuścił, żeby jej ukochana siostra odpowiadała karnie za zabójstwo. Wierny danemu słowu, Alistair wymyśla, że jedynym na to sposobem będzie zamiana ról sióstr. Upozorowano, że to niezrównoważona psychicznie Dorothea zabiła się, spadając ze skały, a prawdziwa Dorothea grała odtąd rolę Margaret. Alistair nie zamierzał jednak pozwolić morderczyni żyć, w obawie o to, że mogłaby skrzywdzić jeszcze wiele osób. Planując morderstwo szwagierki wie, że sam również będzie musiał ukarać się śmiercią za ten czyn, dlatego kiedy pewnego dnia zabiera Dorotheę na spacer, strzela najpierw do niej, a potem sam do siebie. Całą prawdę wyznał wcześniej jedynie wiernej Zélie, a cała reszta świata miała na zawsze uważać, że państwo Ravenscroft popełnili wspólne samobójstwo przez podejrzenie choroby Margaret.
Kiedy Poirot konsultuje się z panną Meauhourat, oboje spotykają się z Celią i jej narzeczonym, Desmondem na miejscu tragedii sprzed lat i wyjawiają młodej parze całą prawdę. Teraz Celia i Desmond mogą już bez zmartwień planować wspólne życie.